# Kosowy
Kosowy est une localité polonaise de la gmina de Niwiska, située dans le powiat de Kolbuszowa en voïvodie des Basses-Carpates.